# 698
698 (DCXCVIII) je bilo navadno leto, ki se je po julijanskem koledarju začelo na torek.

## Dogodki
- Bitka pri Kartagini
- Karantanci vdrejo in plenijo na Bavarskem